# Tasiocera gracilior
Tasiocera gracilior är en tvåvingeart som beskrevs av Alexander 1958. Tasiocera gracilior ingår i släktet Tasiocera och familjen småharkrankar.
Artens utbredningsområde är Madagaskar. Inga underarter finns listade i Catalogue of Life.